# Fáze 10

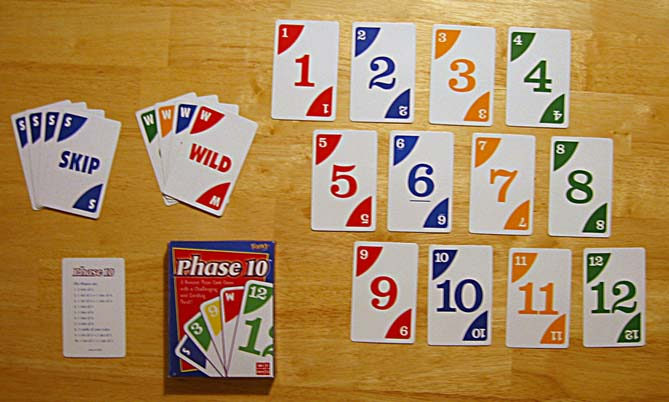
Karty ke hře fáze 10.

Fáze 10 je karetní hra pro 2-6 hráčů. Hraje se se sadou speciálních karet. Česká verze nebyla vydána. Autorem je Kenneth Johnson, vydavatelem Fundex Games.

## Pravidla

### Cíl hry
Splnit jako první všech 10 fází. Pokud splní desátou fázi více hráčů zároveň, vyhrává hráč s nejnižším počtem bodů.

### Obsah hry
Karty s přehledem fází, 108 hrací karet ve čtyřech barvách s čísly 1-12, 4 „stop“ karty, 8 žolíků.

### Příprava hry
Vyberte hráče, který bude v prvním kole rozdávat (předák). Předák zamíchá karty a rozdá každému hráči po 10 lícem dolů. Hráči drží v ruce karty tak, aby je ostatní neviděli. Zbývající karty předák položí lícem dolů doprostřed stolu, budou tvořit lízací balíček. Otočí vrchní kartu z lízacího balíčku a položí ji vedle něj, čímž vytvoří odhazovací balíček.

### Průběh hry
Hru zahajuje hráč po levici předáka. Hra pokračuje ve směru hodinových ručiček. Na začátku tahu si vezmeš vrchní kartu buď z lízacího nebo odhazovacího balíčku a přidáš si ji do ruky k ostatním kartám. Svůj tah dokončíš odhozením jedné karty na odhazovací balíček.
Během prvního kola se všichni hráči snaží splnit fázi 1. Každá fáze je určitá kombinace karet. Fáze se skládají z tercek, postupek, karet stejné barvy a kombinací tercky a postupky.
1. 2 tercky o 3 kartách
2. tercka o 3 kartách a postupka o 4 kartách
3. tercka o 4 kartách a postupka o 4 kartách
4. postupka o 7 kartách
5. postupka o 8 kartách
6. postupka o 9 kartách
7. 2 tercky o 4 kartách
8. 7 karet stejné barvy
9. tercka o 5 kartách a tercka o 2 kartách
10. tercka o 5 kartách a tercka o 3 kartách

Hráč může v jednom kole splnit jen jednu fázi.

### Pojmy
Tercka: několik karet se stejnou hodnotou. Příklad: Fáze 1 se skládá ze dvou tercek o třech kartách, což mohou být např. 3 sedmičky a 3 desítky. Dvě tercky mohou být také stejné hodnoty např. 3 desítky a 3 desítky. U tercek nezáleží na barvách.
Postupka: 4 a více karet jdoucích za sebou. Příklad: Fáze 2 se skládá z postupky o 4 kartách, což může být např. 3, 4, 5, 6. U postupky nezáleží na barvách.
Barvy: karty stejné barvy. Příklad: Fáze 8 požaduje 7 karet stejné barvy, např. 7 červených. Na hodnotách karet nezáleží.
Žolík: může nahradit jakoukoli kartu, jak při terckách a postupkách tak i u karet stejné barvy. Příklad: hráč má splnit postupku o 4 kartách, ale má jen karty hodnot 3, 4, a 6. Dostane žolíka a nahradí tím 5, takže postupku už má hotovou. Nebo, hráč má 6 zelených karet a žolíka, kterým nahradí sedmou zbývající zelenou kartu a tím má fázi 8 hotovou. 
- V jednotlivé sestavené kombinaci karet může být použit i více než jeden žolík, ale nelze sestavit kombinaci ze samých žolíků.
- Jakmile je žolík vyložen ve fázi, nemůže být nahrazen jinou kartou a použit jinde.
- Pokud je první karta odhazovacího balíčku žolík, může si ho začínající hráč vzít.

„Stop“ karta: má jediný účel – zbavit jiného hráče tahu. Po odhození na odhazovací balíček určíte libovolného hráče, který vynechá svůj příští tah.
- Když dostaneš „Stop“ kartu, můžeš ji ihned použít, nebo si ji nechat na další tahy.
- „Stop“ karta nemůže být použita při vyložení jakékoli fáze.
- Na jednoho hráče nesmí být během jednoho kola použita více než jedna „Stop“ karta.
- Kolo zde znamená odehrání jednoho tahu všemi hráči kolem stolu.
- Pokud je první kartou odhazovacího balíčku „Stop“ karta, je začínající hráč automaticky vynechán.

### Splnění fáze
Když máš během svého tahu v ruce všechny potřebné karty ke splnění fáze, vyložíš je lícem nahoru před sebe na stůl. Poté dokončíš tah odhozením jedné karty na odhazovací balíček.
Příklad: zkoušíš splnit fázi 1.V ruce máš 3 pětky a 2 sedmičky. V dalším tahu dostaneš třetí sedmičku. Fázi 1, která se skládá ze dvou tercek o třech kartách, už můžeš vyložit před sebe na stůl. V dalším kole budeš plnit fázi 2.
- Když máš celou fázi, musíš ji vyložit před sebe na stůl, jinak se ti nezapočítá jako splněná.
- Můžeš vyložit více karet než je minimum fáze, ale jen jestliže další karty budou rovnou přidané k fázi.

Příklad: Vyložíš 3 pětky a 3 sedmičky, splnil jsi tedy fázi 1. Pokud ale máš v ruce více např. pětek, můžeš je ihned doložit k fázi. Další hráč také udělal fázi 1 a vyložil 3 šestky a 3 osmičky. Hráč má ještě v ruce 3 desítky, ale nemůže je vyložit ke své fázi, protože fáze 1 požaduje jen 2 tercky o 3 kartách. Může jedině doložit více šestek a osmiček.
- Během jednoho kola může být vyložena jen jedna fáze.
- Když splníš fázi, budeš v dalším kole plnit následující fázi. Pokud fázi nesplníš, v dalším kole ji budeš opakovat. Díky tomu nemusí všichni hráči v jednom kole plnit stejnou fázi.
- Fáze musí být plněny postupně od 1 do 10. Např. hráč se snaží splnit fázi 4 (postupka o sedmi kartách), vyloží na stůl 9 karet. To stačí na splnění fáze 4, ale nemůže být použito na fázi 5 (postupka o osmi kartách) ani 6 (postupka o devíti kartách)
- Fáze se započítá hned po jejím vyložení. Započítá se, i když kolo nevyhraješ. V jednom kole může více hráčů splnit svoji fázi.

### Dokládání
Dokládáním se hráč, který již vyložil fázi, zbavuje zbylých karet. Dokládá se k již vyloženým fázím (vlastní, nebo ostatních hráčů) tak, aby na ně karty navazovaly.
Příklad: můžeš přiložit jednu nebo více čtverek k tercce ze čtverek vyložené jiným hráčem. Můžeš doložit dvojku k vyložené postupce 3, 4, 5, 6. Můžeš sem také doložit např. sedmičku a osmičku. Můžeš doložit jednu nebo více zelených karet k vyloženým zeleným barvám (fáze č. 8). Žolíka můžeš doložit v jakékoli zde zmíněném případě.
Dokládat můžeš až po vyložení své vlastní fáze. Dokládat můžeš jenom během svého tahu. 

### Ukončení kola
Po vyložení fáze se hráč snaží co nejdříve ukončit kolo. Kolo ukončí tak, že se zbaví všech svých karet v ruce. Buď odhozením nebo doložením. Všichni hráči, kteří splnili fázi, budou v dalším kole plnit následující fázi. Hráči sečtou body za karty, které jim zůstaly v ruce (čím méně bodů, tím lépe) Potom všechny karty zamícháme a začneme nové kolo. Pamatuj: pokud jsi před ukončením kola nesplnil fázi, musíš ji v dalším kole opakovat.

### Body
Body za karty, které hráčům zůstanou v ruce se počítají následovně: 
- 5 bodů za karty s číslem 1-9
- 10 bodů za karty s číslem 10-12
- 15 bodů za „Stop“ kartu
- 25 bodů za žolíka

Po zapsání bodů se hráč po levici předáka stává novým předákem. Ten všechny karty posbírá, zamíchá a rozdá do nového kola.

### Vítěz
První hráč, který splní fázi 10, vyhrává. Pokud ve stejném kole splní fázi 10 dva nebo více hráčů, rozhoduje počet bodů. Vítězí hráč s nejmenším počtem bodů. V případě shody budou hráči se stejným počtem bodů opakovat fázi 10. Kdo jako první ukončí kolo, stává se vítězem.

### Varianty hry
1. Hraje se deset kol. Hráči postupují do další fáze, i když ji v minulém kole nesplnili. Takže v prvním kole plní všichni hráči fázi 1, ve druhém kole fázi 2 atd. Hráč s nejnižším počtem bodů vyhrává.
2. Před začátkem hry se hráči dohodnou na počtu fází, které je třeba splnit. Ostatní pravidla zůstávají beze změny. Tato varianta umožňuje zkrácení hry.
3. Hráči se rozhodnou hrát např. jen sudé fáze. Ostatní pravidla zůstávají beze změny.